# Maggie Shiu Mei-Kei
Maggie Shiu Mei-Kei (Hongkong, 27 februari 1965) (jiaxiang: Guangdong, Guangzhou, Zengcheng) is een Hongkongse actrice die werkt voor de Hongkongse televisiezender TVB Jade. Haar televisiecarrière begon in 1985, toen ze werk kreeg bij TVB. Haar eerste belangrijke optreden als actrice was in de muziekvideoclip van Jacky Cheung (輕撫你的臉) en haar rol in Take Care, Your Highness (皇上保重).
Sinds 2004 is ze meerdere malen genomineerd bij de Hong Kong Film Awards in de categorie "beste actrice in een bijrol": voor PTU (2004), Breaking News (2005), Election (2006) en Eye in the Sky (2007). In 2007 werd ze genomineerd voor een Taiwanese Gouden Paardprijs in de categorie "beste actrice in een bijrol" voor haar rol als Madam in Eye in the Sky.
- Bibliothèque nationale de France: cb14227841z (data)
- International Standard Name Identifier: 0000 0001 1496 9240
- Library of Congress Control Number: no2010033782
- MusicBrainz: c4cf0599-2eb0-4df6-8f34-83baa52a9a39
- Système universitaire de documentation: 151209766
- Virtual International Authority File: 108010293
- WorldCat: E39PBJcBT96Q8HpHtT6kWgHgrq